# Goianorte
Goianorte est une municipalité brésilienne située dans l'État du Tocantins.